# Opuntia saxicola
Opuntia saxicola là một loài thực vật thuộc họ Cactaceae. Nó đang trong tình trạng cực kỳ nguy cấp, là loài đặc hữu của quần đảo Galapagos (Ecuador), giới hạn tại đảo Isabela.